# Иванова, Елена Дмитриевна

Елена Дмитриевна Иванова (2 декабря 1998, Санкт-Петербург, Россия) — российская гимнастка, чемпионка мира по спортивной аэробике в номинации «трио» 2018 года. Чемпионка мира в командных зачётах 2018, 2021 года. Чемпионка Европы 2019 года в командном зачёте. Серебряный призёр чемпионата Европы 2019 года в номинации «трио». Серебряный призёр Чемпионата Европы 2017 года в командном зачёте. Победительница трёх Кубков Мира в номинациях «трио» — 2017; «трио» — 2018; «группа» — 2018. Многократная чемпионка России и Кубков России. Чемпионка юниорского чемпионата мира 2014 года в номинациях «трио» и «группа». Серебряный призёр Первенства Европы 2015 года в номинации «группа». Является мастером спорта международного класса.